# Warisaliganj
Warisaliganj is een notified area in het district Nawada van de Indiase staat Bihar. 

## Demografie
Volgens de Indiase volkstelling van 2001 wonen er 31.330 mensen in Warisaliganj, waarvan 52% mannelijk en 48% vrouwelijk is. De plaats heeft een alfabetiseringsgraad van 53%. 